# Cilydd ap Celyddon
Nella mitologia gallese Cilydd ap Celyddon (gallese: "Cilydd figlio di Celyddon") è il padre di Culhwch. 
Nel racconto Culhwch e Olwen sua moglie Goleuddydd muore dando alla luce Culhwch. Quando Cilydd sente parlare della moglie di re Doged, uccide Doged e si impossessa delle sue terre sposando la vedova, che diventa matrigna di Culhwch.